# Амалия Шведская
Амалия Мария Шарлотта Шведская (22 февраля 1805, Стокгольм — 31 августа 1853, Ольденбург) — шведская принцесса. Дочь короля Швеции Густава IV Адольфа и Фредерики Баденской.

## Жизнь
После рождения росла под присмотром королевской гувернантки Шарлотты Штирнельд. После переворота 1809 года Амалия вместе со своей семьёй покинула Швецию и воспитывалась в родной стране её матери, Бадене.
Она страдала от рахита и умерла незамужней и бездетной. Она увлекалась музыкой и была подругой Йенни Линд.